# Антрепренёр
Антрепренёр (фр. entrepreneur — предприниматель) — администратор или бизнесмен в ряде видов развлекательного искусства, содержатель либо арендатор частного зрелищного предприятия (театра, цирка и т. п.) — антрепризы. В Англии антрепренёры именуются менеджерами, в Италии — импресарио, в США — продюсерами.

## Антрепренёры в истории
Антрепренёры существуют с момента возникновения профессиональных трупп.
Известные антрепренёры России — С. П. Дягилев, В. Г. Воскресенский, М. В. Лентовский, П. М. Медведев, Н. И. Собольщиков-Самарин, В. М. Воронков, К. С. Винтер ,  А. И. Сибиряков.

## Антрепренёры в литературе
Из литературных персонажей-антрепренёров весьма известен директор кукольного театра Карабас-Барабас из сказки Алексея Николаевича Толстого «Золотой ключик, или Приключения Буратино» (1935). Имя этого персонажа стало нарицательным. Иногда менеджеров, продюсеров, антрепренёров (реже режиссёров) называют «Карабасами-Барабасами».